# Estatua de Stalin (Gori)

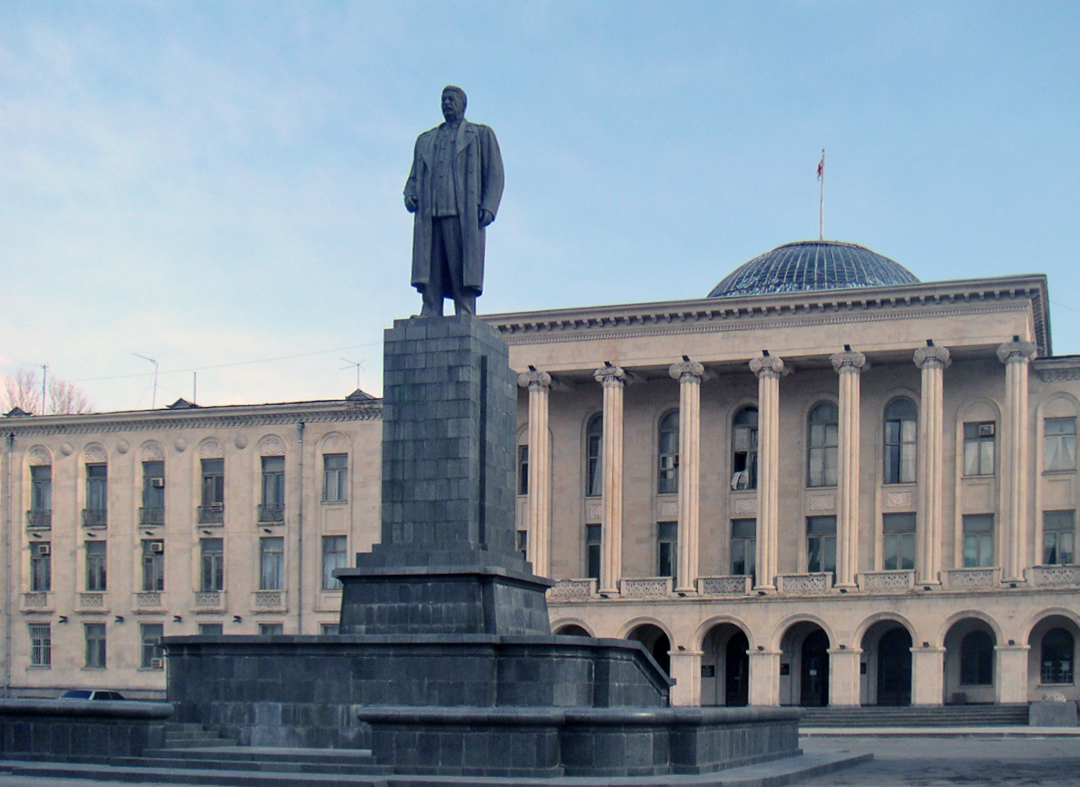
Estatua de Stalin

La Estatua de Stalin es un monumento de bronce de seis metros de altura creado en dedicación a Iósif Stalin en 1952, un año antes de su muerte, cuando Georgia formaba parte de las repúblicas de la Unión Soviética. Desde su creación se encontraba en la plaza central de Gori frente al ayuntamiento hasta el 24 de junio de 2010 cuando fue trasladada al Museo de Stalin de Gori.

## Historia
Creada por el escultor Mikitidze Shota y los arquitectos Archil y Zacarías Kurdiani y localizada en la ciudad de nacimiento de Stalin, la estatua fue uno de los pocos monumentos que sobrevivió al programa de desestalinización iniciado por Jruschov tras la muerte de Stalin en 1953. Tras la desintegración de la Unión Soviética en 1991, la estatua continuó de pie frente al ayuntamiento de la ciudad, siendo fuente de controversia tras la independencia de Georgia. Tras la Guerra en Osetia del Sur de 2008 comenzaron los planes de retirar la estatua. Inicialmente, las autoridades georgianas se proponían quitar la estatua antes del 21 de diciembre de 2009, cuando se cumplía el 130 aniversario del nacimiento de Stalin, pero decidieron no retirarla para no irritar a algunos habitantes de Gori, quienes siguen considerándolo como a un gran estadista y como "el georgiano más famoso del mundo".
La estatua se desmanteló finalmente el 24 de junio de 2010, sin previo aviso, por las autoridades georgianas. Durante la noche fue trasladada con una grúa al patio del Museo de Stalin, inaugurado en 1937 y situado a varios centenares de metros de la plaza. En su lugar, la estatua del líder soviético ha sido sustituida por un monumento a los caídos en la Guerra en Osetia del Sur de 2008. Tras la reubicación de la estatua, grandes grupos de personas se congregaron junto al pedestal de la escultura para mostrar su descontento.